# Společnost Agathy Christie
Společnost Agathy Christie založil v červenci 1997 Jan Čermák. Vznikla jako česká pobočka londýnské Agatha Christie Society, nyní[kdy?] funguje jako samostatná organizace.

## Historie
Českou společnost založil Jan Čermák, který byl předsedou v letech 1997–2006, s cílem sdružovat příznivce díla autorky detektivek Agathy Christie. Od roku 2006 je předsedkyní Jana Ohnesorg.
Největší akcí, kterou Společnost Agathy Christie uspořádala, je zájezd Po stopách Agathy Christie a Sherlocka Holmese uskutečněný v květnu 2010, následovaný putováním v letech 2012 a 2024.

## Stanovy a hlavní cíle
Společnost Agathy Christie si klade čtyři základní cíle:
- usnadňovat a podporovat komunikaci mezi příznivci Agathy Christie
- poskytovat svým členům informace
- podporovat šíření díla Agathy Christie v médiích všeho druhu
- šířit a chránit dobré jméno Agathy Christie.[1][8]

Členství české Společnosti Agathy Christie není omezeno.
Od roku 1999 organizace uděluje Cenu Společnosti Agathy Christie za nejlepší detektivní povídku roku, která je udělována jako protiváha Ceny Havran vyhlašované profesní organizací autorů detektivek AIEP.